# Хлорид меди(II)-калия
Хлорид меди(II)-калия — неорганическое
комплексная соль двухвалентной меди, с рациональной формулой K2[CuCl4],
образует кристаллогидраты.

## Физические свойства
Хлорид меди(II)-калия образует кристаллогидрат состава K2CuCl4•2H2O — голубые кристаллы
тетрагональной сингонии,
пространственная группа P 42/mnm,
параметры ячейки a = 0,7477 нм, c = 0,7935 нм, Z = 2.